# Théâtre en liberté (compagnie théâtrale)
Pour l'œuvre de Victor Hugo, voir Théâtre en liberté.
Théâtre en liberté est une compagnie de comédiens bruxellois fondée en 1992 par Daniel Scahaise (1944 - 14 sept. 2022). Après quelques années d'errance et une série de spectacle présenté dans des lieux inattendus, la compagnie se fixe en 1998 au théâtre de la Place des Martyrs qu'elle dirigera et où elle accueilli en résidence les compagnies Biloxi48, Point Zéro, L’Envers du théâtre et La Servante. En 2016, au départ de Daniel Scahaise, le théâtre est repris par Philippe Sireuil et la compagnie s'y produit désormais en résidence.

## Comédiens
- Bernard Marbaix, Georges Pirlet, Hélène Theunissen, Isabelle De Beir, Jean-Henri Compère,...

## Spectacles
- Troïlus et Cressida.

1994
- La Résistible Ascension d'Arturo Ui, de Bertolt Brecht, mise en scène Daniel Scahaise, Musée du Transport urbain bruxellois.
- Meurtre dans la Cathédrale, de T.S. Eliot, cathédrale Saint-Michel-et-Gudule.
- Les Trois Sœurs, de Tchekov, mise en scène de D. Scahaise, théâtre du Vaudeville.

2008
- Le Masque du dragon, de Philippe Blasband, mise en scène d'Hélène Theunissen.
- Lorenzaccio, d’Alfred de Musset, mise en scène Daniel Scahaise.

1998
- La Mégère apprivoisée, de Shakespeare.

2022
- Le Procès, de Kafka.